# سوسانتي مانوهوتو
سوسانتي بريسيلا أدريسينا مانوهوتو (من مواليد 7 يناير 1974) عارضة أزياء ومهندسة إندونيسية توجت بوتري إندونيسيا 1995، مثلت بلدها إندونيسيا في مسابقة ملكة جمال الكون 1995 وفازت في النهاية بجائزة "ملكة جمال كليرول هيربل إسينسز" . وهي المرأة الأولى والوحيدة من شرق إندونيسيا التي توجت بوترى إندونيسيا، حيث مثلت والديها مسقط رأسها مالوكو في بوتيري إندونيسيا 1995.

## روابط خارجية
- الموقع بوتيري إندونيسيا الرسمي
- Official Miss Universe Official Website
- سوسانتي مانوهوتو على إنستغرام